# 北海道函館北高等学校
北海道函館北高等学校（ほっかいどうはこだてきたこうとうがっこう）は、北海道函館市にあった公立（市立）の高等学校である。全日制普通科単位制。2007年に北海道函館東高等学校と統合し、市立函館高等学校を開校した。跡地には函館フットボールパークが造られた。

## 沿革
- 1963年 - 仮校舎（千代台町）で開校。
- 1964年 - 日吉町新校舎に移転。
- 1965年 - 校舎落成。
- 1974年 - 制服自由化。
- 2007年 - 北海道函館東高等学校と統合（市立函館高等学校を開校）。

## 部活動
- 体育系
  - 野球部
  - 柔道部
  - 剣道部
  - 弓道部
  - 水泳部
  - 卓球部
  - 山岳部
  - 空手道部
  - 陸上競技部
  - サッカー部
  - ラグビー部
  - 硬式テニス部
  - ソフトテニス部
  - バレーボール部
  - ハンドボール部
  - バドミントン部
  - バスケットボール部
  - チアリーディング部
- 文化系
  - 美術部
  - 書道部
  - 文芸部
  - 演劇部
  - 写真部
  - 茶道部
  - 華道部
  - 料理部
  - 軽音楽部
  - 漫画研究部
  - ボランティア部
  - ICC部
  - 吹奏楽局
  - 新聞局
  - 放送局
  - 図書局
  - マルチメディア愛好会

### 特筆される成績
- バレーボール部
  - 全国高等学校総合体育大会（インターハイ）1回
- 柔道部
  - 全国高等学校総合体育大会（インターハイ）1回
- 吹奏楽局
  - 全日本吹奏楽コンクール 1回（1979年）
  - 全国高等学校総合文化祭・マーチングバンド部門 1回（1996年）

## 著名な卒業生
- 井沢義明（元日本代表ラグビー選手）
- 和田透（元日本代表ラグビー選手）
- ILL-BOSSTINO（ラッパー）
- 細川馨 - 経営コンサルタント、ビジネスコーチ、実業家
- 立原友香（元タレント）